# Пенневанг
Пенневанг (нем. Pennewang) — коммуна (нем. Gemeinde) в Австрии, в федеральной земле Верхняя Австрия. 
Входит в состав округа Вельс.  Население составляет 865 человек (на 31 декабря 2005 года). Занимает площадь 18 км². Официальный код  —  41 815.

## Политическая ситуация
Бургомистр коммуны — Херман Лидауэр (АНП) по результатам выборов 2003 года.
Совет представителей коммуны (нем. Gemeinderat) состоит из 13 мест.
- АНП занимает 9 мест.
- СДПА занимает 3 места.
- АПС занимает 1 место.